# De Grisogono
 (octobre 2012).
Si vous disposez d'ouvrages ou d'articles de référence ou si vous connaissez des sites web de qualité traitant du thème abordé ici, merci de compléter l'article en donnant les références utiles à sa vérifiabilité et en les liant à la section « Notes et références ».
De Grisogono est une marque de luxe suisse, qui produit des montres et des bijoux.
Le 29 janvier 2020, l'entreprise De Grisogono fut déclarée en faillite.